# Liste der Biografien/Wien
Liste der Biografien |
Portal Biografien |
Personensuche
# |
A |
B |
C |
D |
E |
F |
G |
H |
I |
J |
K |
L |
M |
N |
O |
P |
Q |
R |
S |
T |
U |
V |
W |
X |
Y |
Z |
?
 
Wa |
Wc |
Wd |
We |
Wh |
Wi |
Wj |
Wl |
Wn |
Wo |
Wr |
Ws |
Wt |
Wu |
Ww |
Wy |
Wz
 
Wia |
Wib |
Wic |
Wid |
Wie |
Wif |
Wig |
Wih |
Wii |
Wij |
Wik |
Wil |
Wim |
Win |
Wio |
Wip |
Wir |
Wis |
Wit |
Wiv |
Wiw |
Wix |
Wiz
 
Wiea |
Wieb |
Wiec |
Wied |
Wief |
Wieg |
Wieh |
Wiej |
Wiek |
Wiel |
Wiem |
Wien |
Wiep |
Wier |
Wies |
Wiet |
Wiev |
Wiew |
Wiey |
Wiez
Die Liste der Biografien führt alle Personen auf, die in der deutschsprachigen Wikipedia einen Artikel haben. Dieses ist eine Teilliste mit 182 Einträgen von Personen, deren Namen mit den Buchstaben „Wien“ beginnt.

## Wien
- Wien, Alexa (* 1957), deutsche Politikerin (PDS, Die Linke), MdL
- Wien, Barbara (* 1953), deutsche Verlegerin, Buchhändlerin, Galeristin
- Wien, Dieter (* 1934), deutscher Schauspieler
- Wien, Erika (1928–2019), österreichische Sängerin und Schauspielerin
- Wien, Fabian Oscar (* 1983), deutscher Schauspieler, Synchronsprecher und Kabarettist
- Wien, Frank (1930–1998), deutscher Jurist und Politiker (FDP)
- Wien, Gerhard (* 1941), deutscher Politiker (Demokratie Jetzt), MdL
- Wien, Karl (* 1906), deutscher Bergsteiger
- Wien, Katharina (* 1991), deutsche Schauspielerin
- Wien, Matthias (* 1963), deutscher Schauspieler und Theaterregisseur
- Wien, Max (1866–1938), deutscher Physiker
- Wien, Otto (1799–1868), deutscher Gutsbesitzer und Abgeordneter
- Wien, Thorsten (* 1969), deutscher Schauspieler und Filmemacher
- Wien, Waldemar (1927–1994), deutscher Bildhauer
- Wien, Wilhelm (1864–1928), deutscher Physiker; Nobelpreisträger für Physik (1911)Wilhelm Wien (1864–1928)

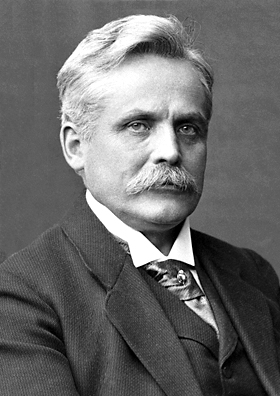
Wilhelm Wien (1864–1928)

- Wien, Wolfgang (* 1963), deutscher Generalleutnant

### Wiena
- Wienand, Alexander (* 1982), deutscher Pianist und Komponist
- Wienand, Felix (* 2002), deutscher Fußballtorwart
- Wienand, Johannes (* 1978), deutscher Althistoriker und Numismatiker
- Wienand, Karl (1926–2011), deutscher Politiker (SPD), MdB und DDR-Spion
- Wienand, Michael (* 1949), deutscher Bühnenbildner und Szenograf
- Wienand, Peter (1946–2024), deutscher Diplomat
- Wienand, Ralf (* 1963), deutscher Kanute
- Wienand, Wolfgang (* 1972), deutscher Florettfechter
- Wienands, Rudolf (* 1940), deutscher Architekt

### Wienb
- Wienbarg, Ludolf (1802–1872), deutscher Schriftsteller des Vormärz
- Wienbeck, Erich (1876–1949), deutscher Volkswirt, Verwaltungsbeamter und Politiker (DNVP), MdR
- Wienbeck, Martin (1936–2005), deutscher Gastroenterologe
- Wienberg, Carlos (* 1959), deutscher Rechtsanwalt in Barcelona
- Wienberg, Christian Heldbo (* 1991), dänischer Schauspieler
- Wienbracke, Mike, deutscher Jurist und Publizist
- Wienbruch, Anny (1899–1976), deutsche Schriftstellerin
- Wienbruch, Ulrich (1936–2019), deutscher Philosoph

### Wienc
- Wiencek, David (* 1993), deutscher Handballspieler
- Wiencek, Henry (* 1952), US-amerikanischer Historiker
- Wiencek, Patrick (* 1989), deutscher HandballspielerPatrick Wiencek (* 1989)

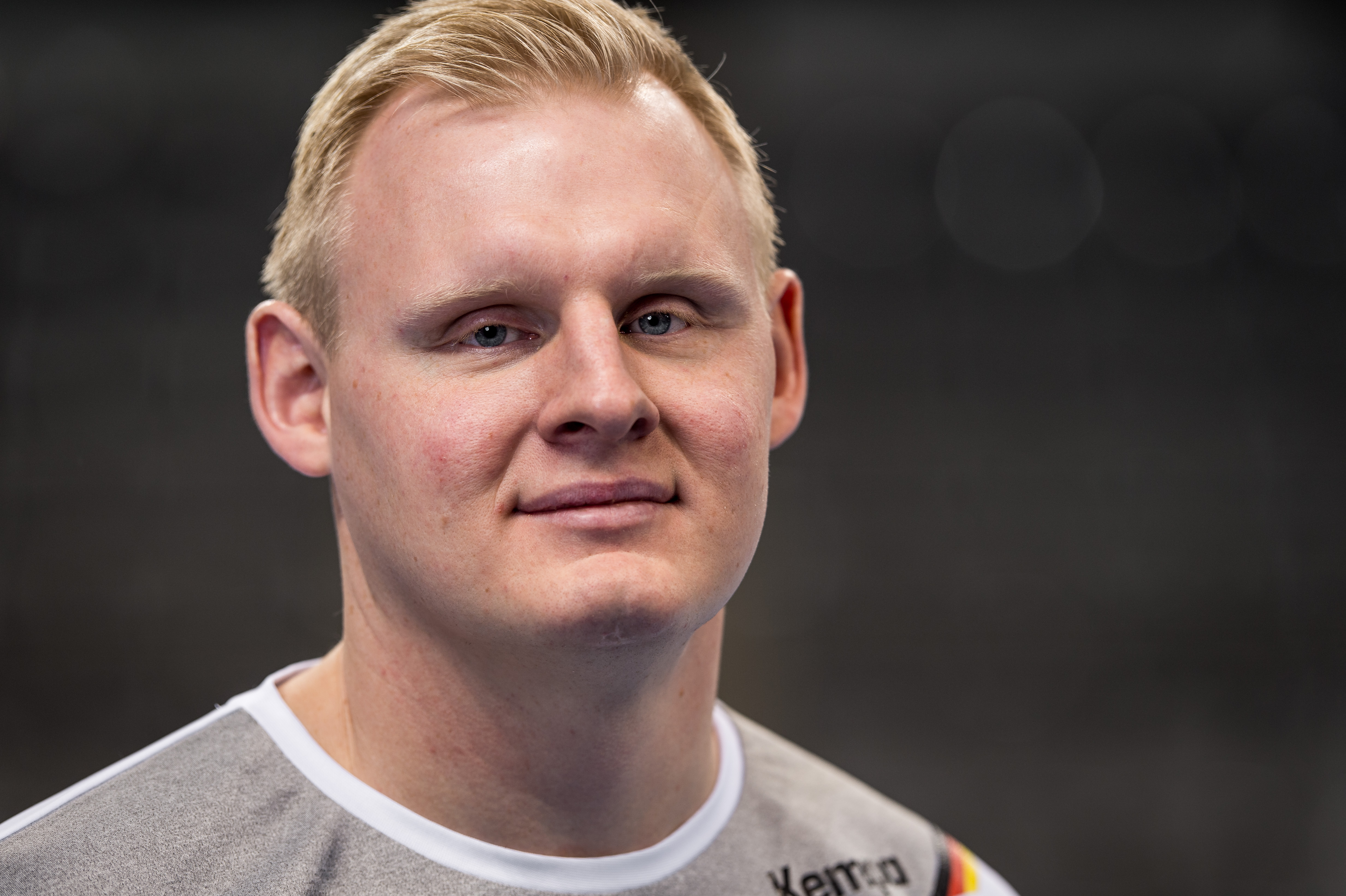
Patrick Wiencek (* 1989)

- Wiencek, Winfried (1949–2025), deutscher Tischtennisspieler und Gehörlosensportfunktionär
- Wiencirz, Gerlinde (* 1944), deutsche Autorin und Übersetzerin von Kinderbüchern
- Wiencke, Carl-August (1877–1898), norwegischer Matrose und Antarktisfahrer
- Wienckowski, Gerhard (1935–2011), deutscher Maler und Graphiker
- Wiencziers, Eugen (1880–1917), deutscher Luftfahrtpionier, Testpilot

### Wiend
- Wiendahl, Hans-Peter (1938–2019), deutscher Maschinenbauingenieur und Hochschullehrer
- Wiendieck, Gerd (* 1942), deutscher Psychologe
- Wiendl, Heinz (* 1968), deutscher Neurologe

### Wiene
- Wiene, Conrad (1878–1934), ungarisch-tschechoslowakischer Theaterschauspieler, Filmregisseur, Filmproduzent und Drehbuchautor
- Wiene, Fritz (1916–2003), deutscher Boxmanager und -veranstalter
- Wiene, Robert (1873–1938), ungarisch-tschechoslowakischer Filmregisseur und DrehbuchautorRobert Wiene (1873–1938)

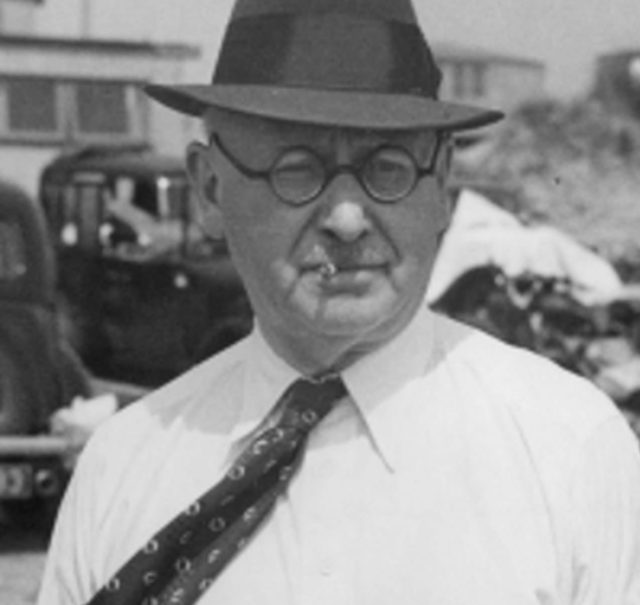
Robert Wiene (1873–1938)

- Wienecke, Elmar (* 1960), deutscher Sportwissenschaftler und Hochschullehrer
- Wienecke, Ernst (1888–1973), deutscher Politiker (DDP, FDP) und Gegner des Nationalsozialismus
- Wienecke, Falk (1944–2010), deutscher Arzt und Filmautor
- Wienecke, Otto (* 1902), deutscher Parteifunktionär (NSDAP)
- Wienecke, Rudolf (1925–2011), deutscher Physiker
- Wienecke, Werner (* 1944), deutscher Badmintonspieler
- Wienefeld, Inken (* 1992), deutsche Badmintonspielerin
- Wienefeld, Jarno (* 1998), deutscher Fußballschiedsrichter
- Wieneke, Frank (* 1962), deutscher Judoka und Olympiasieger
- Wieneke-Toutaoui, Burghilde (* 1958), deutsche Maschinenbauingenieurin, Hochschullehrerin und Hochschulpräsidentin
- Wienen, Ursula (* 1965), deutsche Sprach- und Übersetzungswissenschaftlerin
- Wienenbrügge, Christian Hermann (1813–1851), deutscher Pfarrer, Religionslehrer und Dichter
- Wiener von Welten, Eduard (1822–1886), österreichischer Großhändler und Bankier
- Wiener, Alexander Solomon (1907–1976), US-amerikanischer Serologe
- Wiener, Alfred (1885–1964), deutscher Publizist
- Wiener, Alfred (* 1885), deutsch-jüdischer Architekt
- Wiener, Antje (* 1960), deutsche Politikwissenschaftlerin
- Wiener, Christian (1826–1896), deutscher Mathematiker
- Wiener, Claudia (* 1964), deutsche Altphilologin
- Wiener, Élisabeth (* 1946), französische Schauspielerin und Sängerin
- Wiener, Friedrich Wilhelm (* 1884), deutscher Mathematiker
- Wiener, Heinrich (1834–1897), deutscher Reichsgerichtsrat und Reichsoberhandelsgerichtsrat
- Wiener, Hermann (1857–1939), deutscher Mathematiker
- Wiener, Hugo (1904–1993), österreichischer Komponist und PianistHugo Wiener (1904–1993)

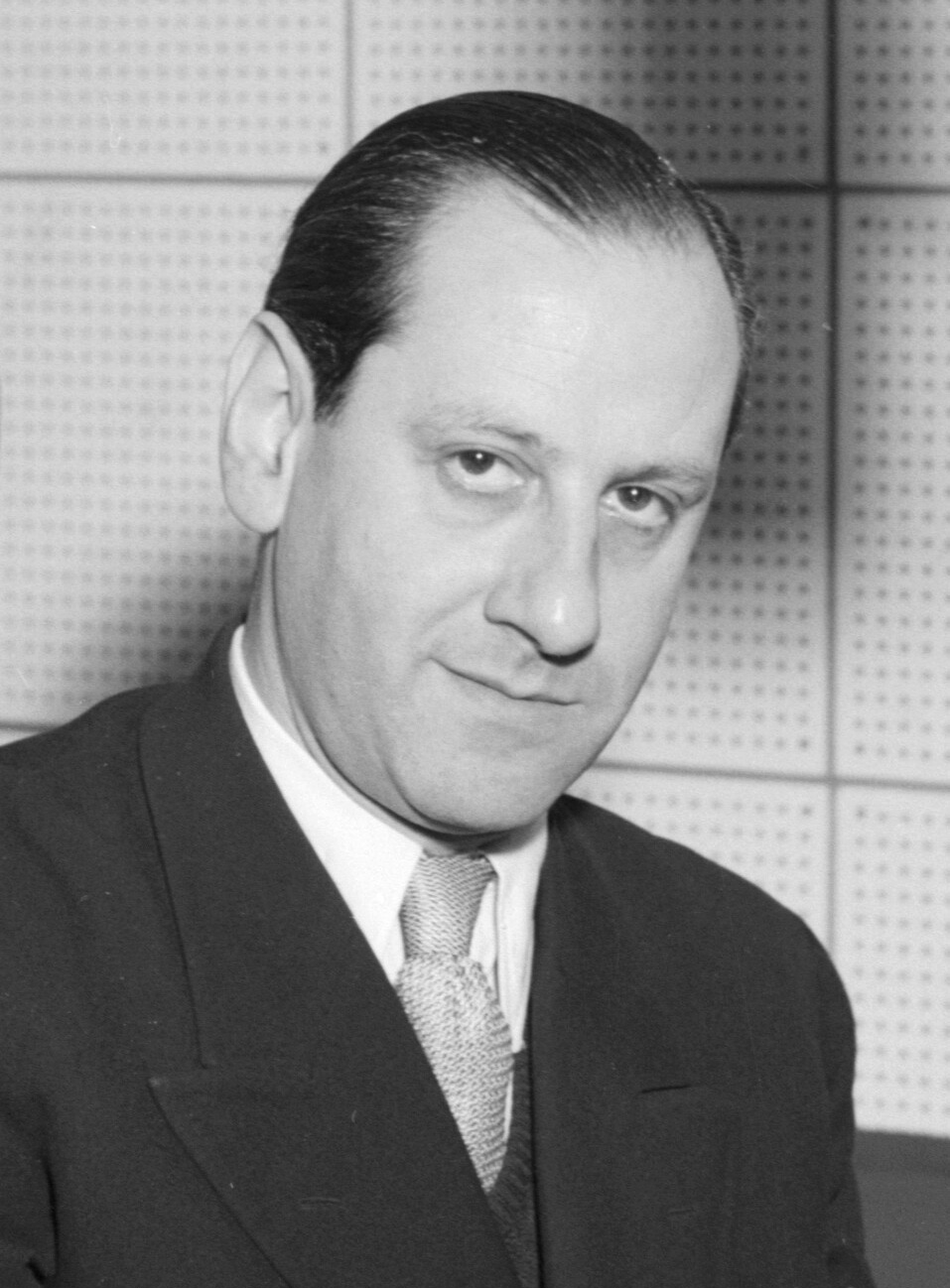
Hugo Wiener (1904–1993)

- Wiener, Ingrid (* 1942), österreichische Künstlerin und Köchin
- Wiener, Jacob (1815–1899), deutscher Graveur von Münzen, Medaillen und Briefmarken
- Wiener, Jean (1896–1982), französischer Filmkomponist und Pianist
- Wiener, Jürgen (* 1959), deutscher Kunsthistoriker und Hochschullehrer
- Wiener, Karl (1879–1929), deutscher Architekt
- Wiener, Karl (1891–1942), österreichischer Komponist, Dirigent, Pianist und Musikschriftsteller
- Wiener, Karl (1901–1949), österreichischer Grafiker
- Wiener, Klaus (* 1962), deutscher Politiker (CDU), MdB
- Wiener, Leopold (1823–1891), belgischer Medailleur, Graveur und Bildhauer. Künstlerische Erschaffer der Krönungsmedaille Leopold II.
- Wiener, Lionel (1878–1940), belgischer Eisenbahningenieur
- Wiener, Louis (1781–1842), Landtagsabgeordneter Großherzogtum Hessen
- Wiener, Manfred (1961–2013), österreichischer Musiker, Komponist und Arrangeur sowie Musikpädagoge
- Wiener, Max (1882–1950), deutscher Rabbiner, Philosoph und Theologe
- Wiener, Max (1947–1996), österreichischer Motorradrennfahrer
- Wiener, Meir (1819–1880), deutscher Religionslehrer, Historiker und Publizist
- Wiener, Meir (1893–1941), polnisch-österreichischer Schriftsteller und Jiddist
- Wiener, Norbert (1894–1964), US-amerikanischer MathematikerNorbert Wiener (1894–1964)

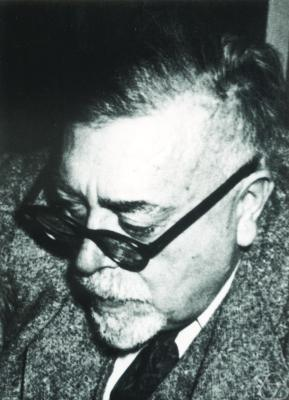
Norbert Wiener (1894–1964)

- Wiener, Oskar (1873–1944), deutsch-tschechoslowakischer Autor
- Wiener, Oswald (1935–2021), österreichischer Schriftsteller, Sprachtheoretiker und Kybernetiker
- Wiener, Otto (1862–1927), deutscher Physiker
- Wiener, Otto (1911–2000), österreichischer Opernsänger (Bariton)
- Wiener, Paul (1495–1554), evangelischer Geistlicher und Reformator in Siebenbürgen
- Wiener, Philipp (1785–1866), Landtagsabgeordneter Großherzogtum Hessen
- Wiener, Ralph (1924–2024), deutsch-österreichischer Kabarettist und Autor
- Wiener, Richard (* 1927), deutsch-amerikanischer Patentanwalt; Ehrenbürger der Lutherstadt Wittenberg
- Wiener, Sarah (* 1962), österreichische Fernsehköchin, Buchautorin und GastrounternehmerinSarah Wiener (* 1962)

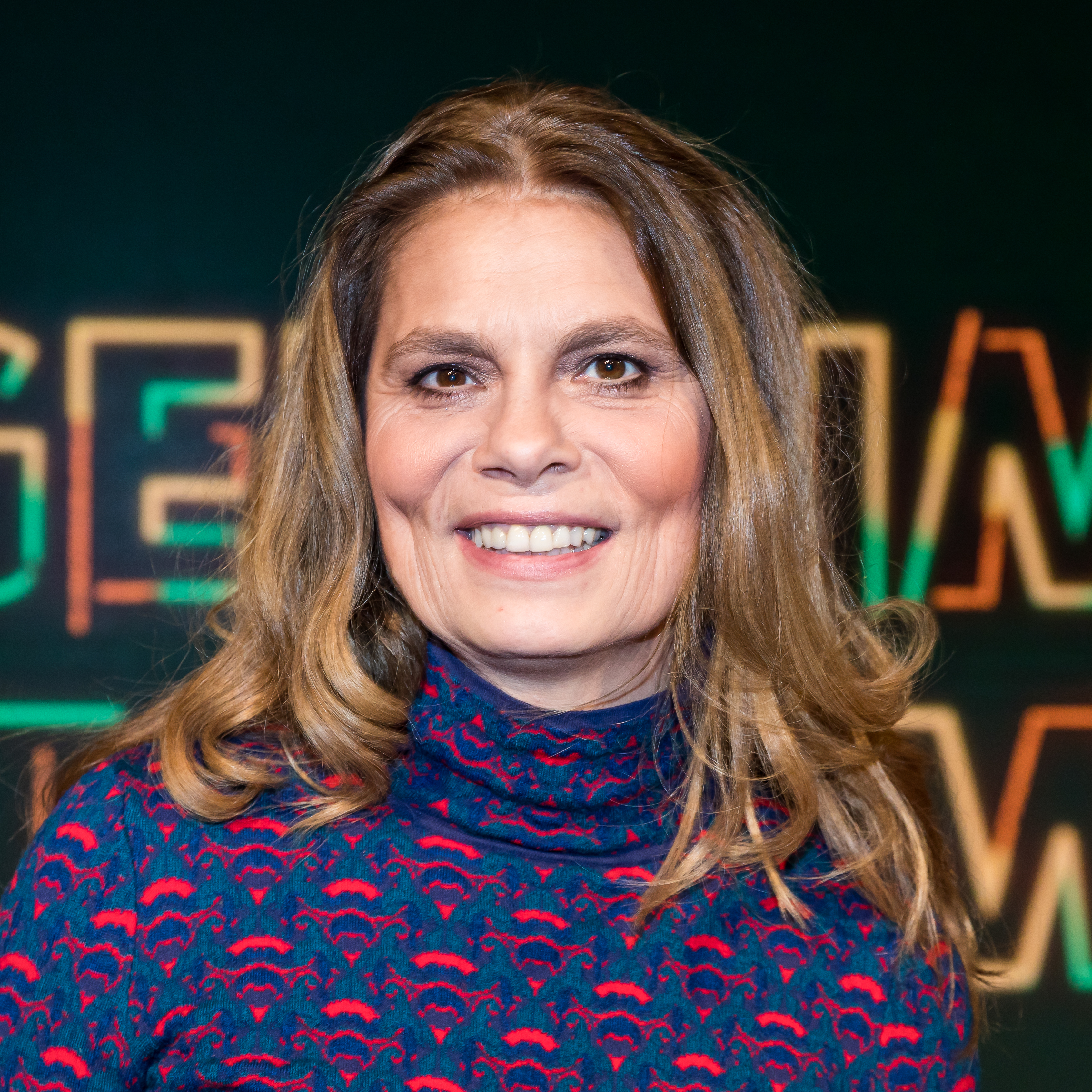
Sarah Wiener (* 1962)

- Wiener, Scott (* 1970), US-amerikanischer Politiker
- Wiener, Simon (* 1994), Schweizer Violinist
- Wiener-Pappenheim, Anna (1868–1946), deutsche Kindergärtnerin und Fröbelpädagogin
- Wiener-Pucher, Christoph (* 2006), österreichischer Fußballspieler
- Wiener-Welten, Rudolf (1864–1938), österreichischer Gutsherr
- Wienerberger, Alexander (1891–1955), österreichischer Chemieingenieur
- Wienerová, Lenka (* 1988), slowakische Tennisspielerin
- Wienerroither, Julian (* 1999), österreichischer Skispringer
- Wienerroither, Katja (* 2002), österreichische Fußballspielerin
- Wieners, John (1934–2002), US-amerikanischer Beat-Dichter der 1960er Jahre
- Wieners, Michael (1907–1943), deutscher römisch-katholischer Märtyrer
- Wienert, Carl Heinz (1923–1963), deutscher Maler und Hochschullehrer
- Wienert, Karl (1913–1992), deutscher Geophysiker
- Wienert, Volker (* 1937), deutscher Mediziner und Hochschullehrer
- Wienes, Robert, deutscher antifaschistischer Schriftsteller
- Wienese, Jan (* 1942), niederländischer Ruderolympiasieger

### Wienf
- Wienfort, Monika (* 1961), deutsche Historikerin

### Wienh
- Wienhard, Anna (* 1977), deutsche Mathematikerin
- Wienhardt, Peter von (* 1966), deutscher Pianist, Komponist, Arrangeur und Dirigent ungarischer Herkunft
- Wienhaus, Heinrich (1882–1959), deutscher Pflanzenchemiker und Hochschullehrer
- Wienhaus, Otto (* 1937), deutscher Forstingenieur, Chemiker und Hochschullehrer
- Wienhold, Günter (1948–2021), deutscher Fußballtorhüter
- Wienhold, Karl-Heinz (* 1953), deutscher Fußballspieler
- Wienhold, Klaus-Hermann (* 1949), deutscher Politiker (CDU), MdA
- Wienhold, Lutz (* 1965), deutscher Fußballspieler
- Wienholt, Arnold (1749–1804), deutscher Arzt
- Wienholt, Johann Gottfried (1783–1835), Bremer Kaufmann und Senator
- Wienholt, Johanne (1761–1818), deutsche Mitgründerin des religiösen Lavater-Kreises
- Wienholtz, Ekkehard (* 1938), deutscher Rechtswissenschaftler und Politiker der SPD (Schleswig-Holstein)
- Wienholtz, Johannes (1864–1952), deutscher Politiker (DHP), MdL
- Wienholz, Roland (1930–1992), deutscher Geologe und Hochschullehrer

### Wieni
- Wieniawa, Julia (* 1998), polnische Schauspielerin und Sängerin
- Wieniawa-Długoszowski, Bolesław (1881–1942), polnischer Arzt, General, Diplomat und Politiker
- Wieniawski, Henryk (1835–1880), polnischer Violinist und KomponistHenryk Wieniawski (1835–1880)

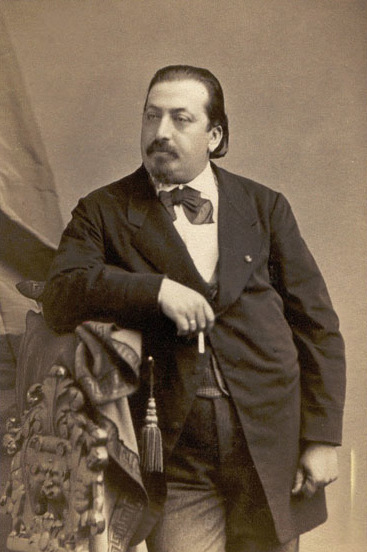
Henryk Wieniawski (1835–1880)

- Wieniawski, Józef (1837–1912), polnischer Pianist und Komponist
- Wiening, Mareike (* 1987), deutsche Jazzmusikerin (Schlagzeug, Komposition)
- Wieninger, Anton (1813–1880), österreichischer Bierbrauer und Politiker, Landtagsabgeordneter
- Wieninger, Franz Xaver (1775–1831), bayerischer Bierbrauer, Gastronom und Politiker
- Wieninger, Georg (1859–1925), österreichischer Bierbrauer, Politiker und Agrarwissenschaftler
- Wieninger, Gottlieb (1781–1854), bayerischer Bierbrauer, Gastronom und Politiker
- Wieninger, Johann Georg (1774–1822), bayerischer Bierbrauer und Kaufmann
- Wieninger, Johann Georg Michael (1746–1827), bayerischer Bierbrauer und Unternehmer
- Wieninger, Josef (1860–1939), österreichischer Politiker (CS), Abgeordneter zum Nationalrat
- Wieninger, Julia (* 1968), deutsche Schauspielerin
- Wieninger, Karl (1905–1999), deutscher Politiker (CSU), MdB
- Wieninger, Manfred (1963–2021), österreichischer Schriftsteller
- Wieninger, Max (1809–1884), bayerischer Bierbrauer, Gastronom und Politiker
- Wieninger, Philipp (1767–1835), bayerischer Glashüttenbesitzer, Bierbrauer, Gastronom und Politiker
- Wieninger, Pia Maria (* 1982), österreichische Politikerin (SPÖ), Landtagsabgeordnete

### Wienk
- Wienken, Geraldine Gutiérrez de (* 1966), venezolanische Dichterin, Kuratorin und literarische Übersetzerin
- Wienken, Heinrich (1883–1961), deutscher Geistlicher der römisch-katholischen Kirche, Bischof von Meißen
- Wienken, Ursula (* 2001), deutsch-polnische Jazzmusikerin (Bass, Komposition)
- Wienker-Piepho, Sabine (1946–2025), deutsche Volkskundlerin und LiteraturwissenschaftlerinSabine Wienker-Piepho (1946–2025)

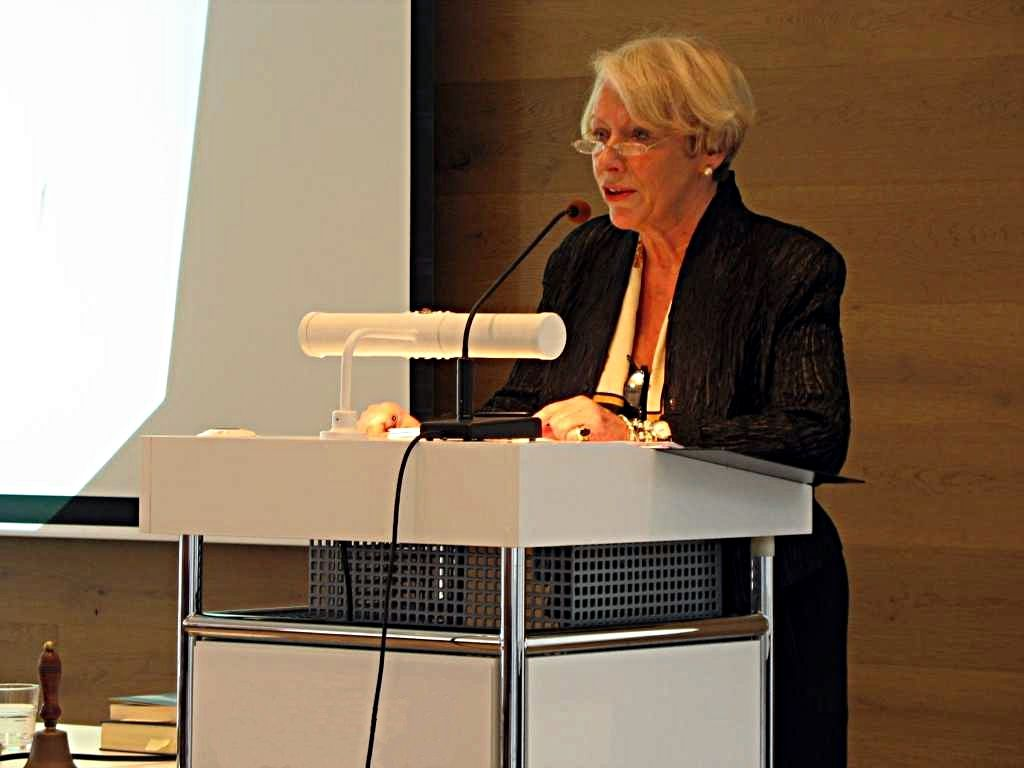
Sabine Wienker-Piepho (1946–2025)

- Wienkoop, Arthur (1864–1941), deutscher Architekt und Architekturlehrer

### Wieno
- Wienold, Götz (* 1938), deutscher Linguist und Schriftsteller
- Wienold, Hanns (* 1944), deutscher Soziologe
- Wienold, Richard (* 1998), deutscher Snookerspieler

### Wienp
- Wienpahl, Holger (* 1965), deutscher FernsehmoderatorHolger Wienpahl (* 1965)

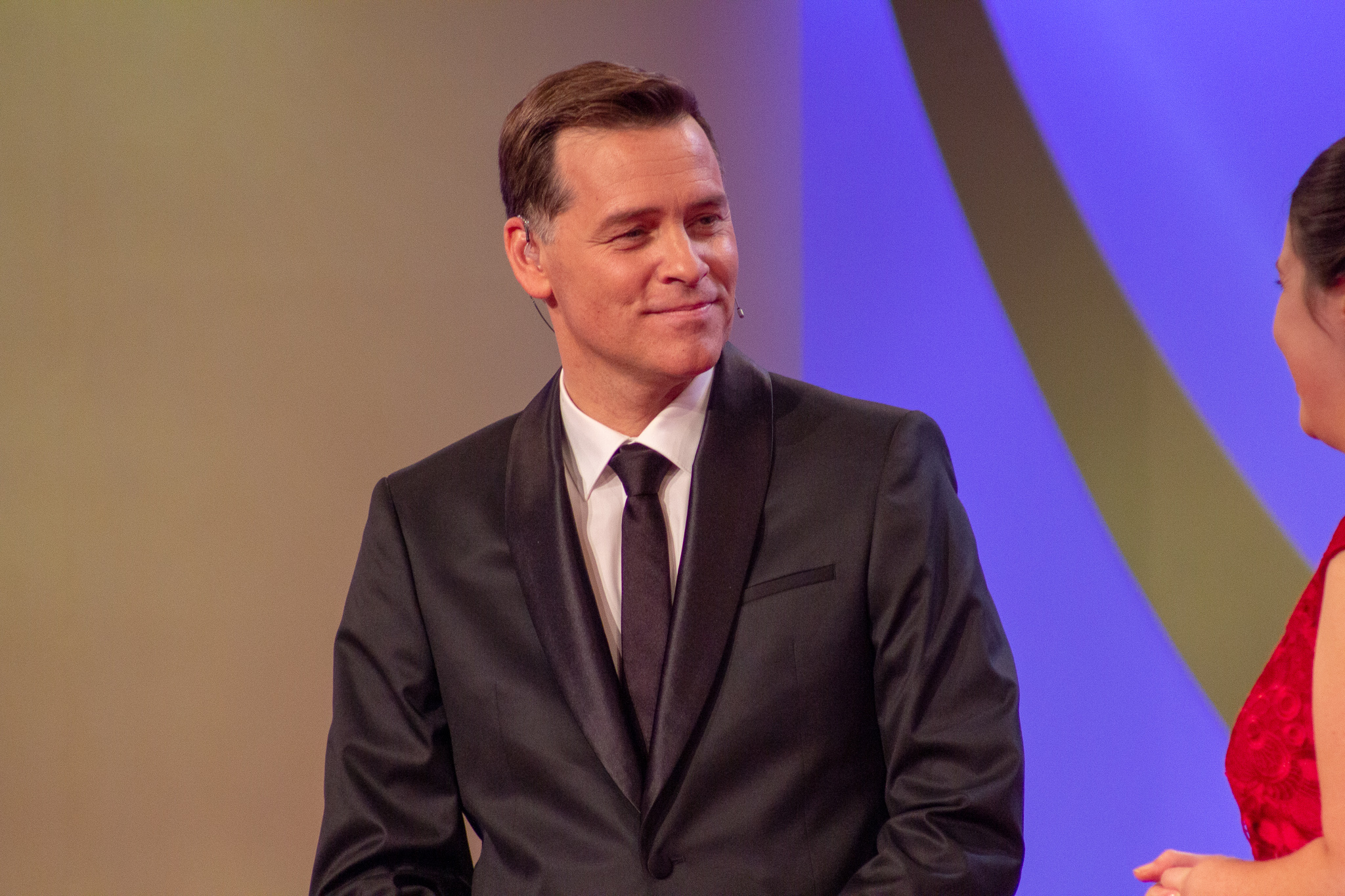
Holger Wienpahl (* 1965)

### Wienr
- Wienrich, Alfred (* 1928), deutscher Jurist
- Wienrich, Niels (* 1996), deutscher Handballschiedsrichter
- Wienrich, Ralf (* 1967), deutscher Komponist und Musikproduzent
- Wienröder, Robert (* 1991), deutscher Komponist und Pianist
- Wienroither, Laura (* 1999), österreichische Fußballspielerin
- Wienroth, Hajo (1964–2024), deutscher Flötist und Ensembleleiter

### Wiens
- Wiens, Dallas (* 1985), US-amerikanischer Gesichtstransplantierter
- Wiens, Edith (* 1950), kanadische Opern-, Lied- und Konzertsängerin mit der Stimmlage Sopran
- Wiens, Günther (1901–1975), deutscher Ingenieur und Präsident der Reichsbahndirektion Hannover
- Wiens, Hansi (* 1968), deutscher Squashspieler
- Wiens, John J. (* 1967), US-amerikanischer Herpetologe
- Wiens, Mark (* 1986), US-amerikanischer Reise- und Food-Blogger, Moderator und Geschäftsmann
- Wiens, Paul (1922–1982), deutscher Lyriker, Übersetzer und Autor von Hörspielen und DrehbüchernPaul Wiens (1922–1982)

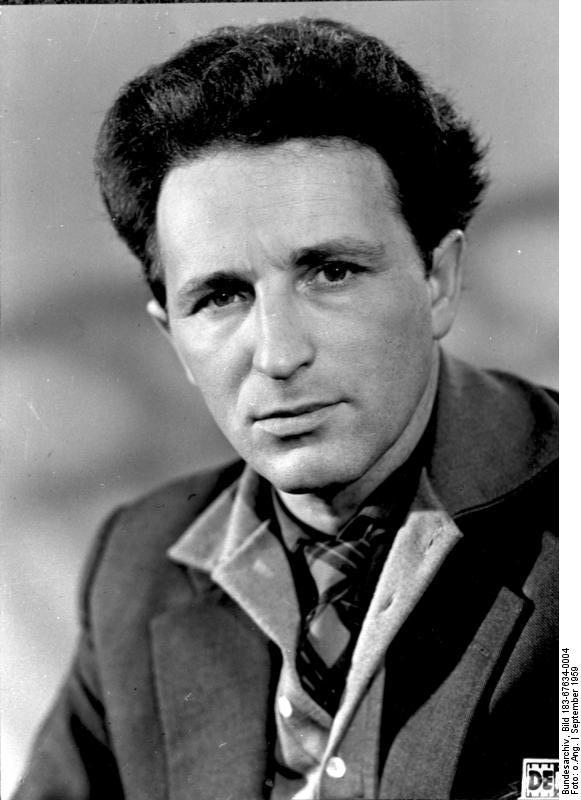
Paul Wiens (1922–1982)

- Wiens, Peter (* 1967), russlanddeutscher Integrationsaktivist
- Wiens, Rylan (* 2002), kanadischer Wasserspringer
- Wiens, Wolfgang (1941–2012), deutscher Dramaturg und Theaterregisseur
- Wienskowski, Anton von (1766–1837), preußischer Generalmajor
- Wienskowski, Emil von (1826–1900), preußischer Generalleutnant
- Wienstein, Gustav (1828–1891), deutscher Reichsgerichtsrat
- Wienstein, Richard (1892–1937), deutscher Beamter
- Wienstroer, Joachim (1943–2019), deutscher Ruderer
- Wienstroer, Konstantin (* 1969), deutscher Jazzbassist
- Wienstroer, Markus (* 1959), deutscher Musiker

### Wient
- Wientapper, Jens (* 1942), deutscher Badmintonspieler
- Wientjes, Clemens (1920–1998), deutscher Fußballspieler
- Wientzek, Richard (* 1970), deutscher Maler und Zeichner
- Wientzkowski, Norbert (1940–2006), deutscher Gebrauchsgrafiker, Zeichner und Grafiker